# バルボア・スタジアム
バルボア・スタジアム（Balboa Stadium）は、米国西海岸のカリフォルニア州サンディエゴにあるアメリカンフットボールおよびサッカースタジアムである。1914年にサンディエゴ高校のすぐ東に初代のスタジアムが建てられ、1915年にバルボアパークで開催されたパナマカリフォルニア博覧会の会場の一部として用いられた。南に開いた馬蹄形のデザインで、クエールブラザーズ（Quayle Brothers）建築事務所によって設計され、当初はシティスタジアムと呼ばれていた。
収容人数は当初15,000人であったが、1961年にアメリカンフットボールリーグ（AFL）のサンディエゴチャージャーズのためにアッパーデッキが増築されたことで34,000人に引き上げられた。同年から1966年まで、チャージャーズの本拠地であった。 
耐震安全上の懸念から1970年代に取り壊され、3,000席の小さなスタンドが建設され 、1978年に現行のスタジアムがオープンした。
サンディエゴ市が所有し、その維持を担当するサンディエゴ統一学区に賃貸されている。現在、プロサッカーや高校のイベント（アメリカンフットボール、サッカー、陸上競技、卒業式、特別イベント）に使用されている。スタジアムには人工芝フィールドと夜間照明がある。

## 初代のスタジアム

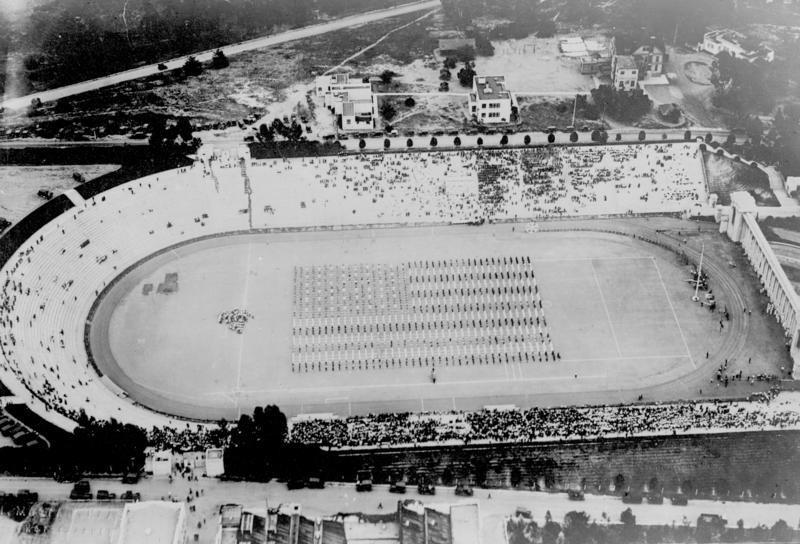
1932年の西からの空撮

元のスタジアムは、同じくバルボアパークにある1915年のパナマカリフォルニア博覧会の一環として1914年に建設され、収容人数は15,000人であった。これは、クエールブラザーズ建築事務所が設計し、もともとシティスタジアムと呼ばれていた。 1915年5月31日、スタジアムは献堂され、約20,000人が陸上競技を見に来た。 
オートレースは、1937年頃から1961年7月4日まで、バルボアスタジアムの4分の1マイルのダートトラックで行われたが、施設をプロサッカーに使用できるようにするため、オートレースの会場としての使用を打ち切った。バルボアスタジアムは、1937年頃から1950年代初頭まで（戦時中を除く）、ミジェットカーレースの会場のひとつだった。ミジェットカーレースへの関心が薄れ始めたとき、ジャロピーが人気種目となった。サンディエゴレーシングアソシエーション（SDRA）は1953年に設立され、レースの統括団体として活動を開始した。 1958年までにSDRAは、ジャロピー協会からより洗練された改造スポーツマン（今日のスーパー改造の先駆者）に変身した。 当スタジアムでのSDRAのジャロビーレースのチャンピオンには、Glen Hoagland（1953）、Jim Wood（1954）、Jack Krogh（1955）、Harris Mills（1956）、Don Ray（1957）、およびMondo Iavelli（1958）が含まれていた。ドン・トーマス（1957）は、アート・プラットが3度のタイトル（1958年-1959年-1960年）であった最初の修正チャンピオンであった。リップ・エリクソンは、バルボアスタジアムとカホンスピードウェイに分割された1961年シーズンを制した。また、1950年代には、URAミゼットとNASCARパシフィックコーストレイトモデルが、時折バルボアスタジアムでイベントを開催した。 1950年代、バルボアで毎週開催されるショーに10,000人以上のファンが参加することは珍しくなかった。
スタジアムはまた、1936年にパシフィックコーストリーグのパドレスが設立される前の間、地元のアマチュアおよびプロ野球のコンテストを主催した。ベーブ・ルース、ルー・ゲーリッグ、タイ・カッブ、サチェル・ペイジがバルボアスタジアムでプレーした。
1947年から1949年までは、カレッジフットボールのハーバーボウルが開催された。1921年と1922年には、サンディエゴ東西クリスマスクラシックが開催された。 1952年から1955年まで、スタジアムはポインセチアボウルを主催し、米軍のアメリカンフットボールチーム間で争われた。
スタジアムは陸上競技で有名なレースの会場となっている。 1965年、カンザスの高校生ジム・ライアンが、6月27日のマイルレースにおいて、ニュージーランドの1500メートルオリンピックチャンピオンで、世界記録保持者のピーター・スネルを3分55秒3で打ち負かした 。 これは、42年間続いたアメリカの高校記録であった。 1年後、サンディエゴ地域のチュラビスタ高校のティム・ダニエルソンは同じスタジアムで3分59秒4を走り、1マイルを4分未満で走る2番目の高校ランナーになった。それ以来、3人の高校生だけがその障壁を打ち破ることができた（1967年のマーティ・リクオリ、2001年のアラン・ウェッブ、2011年のルーカス・ヴェルズビカス）。リュンが最初に1マイル4分の壁を破ってから50年後、スタジアムはリュンの復帰をフィーチャーした「マイルの祭典」を主催した。 
マスターズ陸上競技の発達中の年齢区分の最初の2つの主要な大会は、1968年7月19〜20日と1969年7月3〜6日にバルボアスタジアムで開催された。
1950年代半ばから後半にかけて、フィエスタデルパシフィコのお祝いの一環として、巨大なミュージカル作品であるカリフォルニアストーリーがバルボアスタジアムで上演された。豪華なイベントには、交響楽団と150人の合唱団を含む1,300人のキャストが登場した。 パフォーマンスは、音楽と歌詞も寄稿したメレディス・ウィルソンが監督した 。本作では、1540年フアン・ロドリゲス・カブリリョが到着してから20世紀初頭までのカリフォルニアの歴史をたどった。 それは「これまでどこでも制作された最大の非映画の光景」として宣伝された。 

## サンディエゴチャージャーズ
アメリカン・フットボール・リーグのチャージャーズのロサンゼルスからの移転に対応するため、 アッパーデッキを追加して座席数を23,000人から34,000人に増やし、1966年シーズンまでチャージャーズのホームスタジアムとして使用された。
バルボアスタジアムは、ジョン・ハドル、ランス・アルワース、ジャック・ケンプ、キース・リンカーン、アーニー・ラッドなどの選手をフィーチャーしたアメリカンフットボールリーグでチャージャーズの栄光の歴史を目撃し、1961年、 1963年、 1965年のAFLチャンピオンシップゲーム、および1961年、1962年、および1963年のAFLオールスターゲームを開催した。ここでの6シーズンで、ヘッドコーチのシド・ジルマンは28–12–2 (.690),のホーム記録を持ち、4つの西地区のタイトルと1つのリーグ優勝（ 1963 ）を獲得した。
1967年、チャージャーズはバルボアを離れてミッションバレーの新しいサンディエゴスタジアム（後に他の複数の名前で知られる）に移転したが、そこでは栄光の歴史が薄れ、1994年のAFCチャンピオンシップを獲得するまでタイトル争いは止まった（ただし、AFC西地区でいくつかのタイトルを獲得した ）。 チャージャーズは2017年にロサンゼルスに戻った。

## コンサート
スタジアムは、1960年代から1970年代にかけて、ポピュラー音楽のコンサートやその他の公の集会に使用された。 1965年8月28日、ビートルズはスタジアムで演奏した。 そこで演奏した他の注目すべきグループにはクロスビー、スティルス、ナッシュアンドヤング、ドゥービー・ブラザーズ、リンダ・ロンシュタット、イーグルス、レッド・ツェッペリン、ピーター・フランプトン、イエス、ジェスロ・タル、ロビン・トロワー、ジミ・ヘンドリックス、ピンク・フロイド、スティーリー・ダン、シカゴ、ジェファーソン・エアプレイン、サンタナ、フリート・ウッドマック が挙げられる。

## 注目すべきイベント

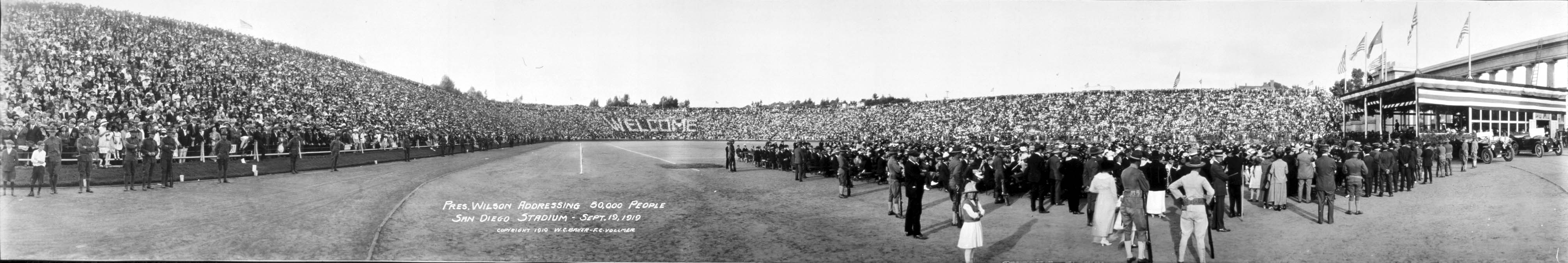
バルボアスタジアムでのウッドロウウィルソンのスピーチ

1919年9月19日、ウッドロウ・ウィルソン大統領はバルボアスタジアムで50,000人を超える人々の前で演説し、国際連盟の創設を支持した。。これは、電子音声増幅システムを使用した最初の大統領演説であった。このシステムは、エドウィン・S・プリダムとピーター・L・ジェンセンによって発明された。二人はこの発明を「マグナボックス」（「グレートボイス」）可動コイル装置と呼び、のちにマグナボックス社を設立した。。
1927年9月21日、チャールズ・リンドバーグは、ライアンエアロノーティカルによってスピリットオブセントルイスが建造されたサンディエゴを訪れ、スタジアムで英雄として歓迎を受けた。 ウィルソン大統領より10,000人多い60,000人以上の出席者の上で、彼は100フィートで低空飛行を行い、航空機の翼を浸し、スタジアムを8回周回した。彼は上陸した後、市内をパレードしてスタジアムに向かったものの、群衆は650人の米海兵隊によって鎮圧された 。
1941年12月7日、海軍対海兵隊のアメリカンフットボールの試合は、真珠湾攻撃のニュースによってハーフタイムで中断された 。
スタジアムは、1968年のNASLファイナルの最初の試合の会場でもあった。

## 現行のスタジアム

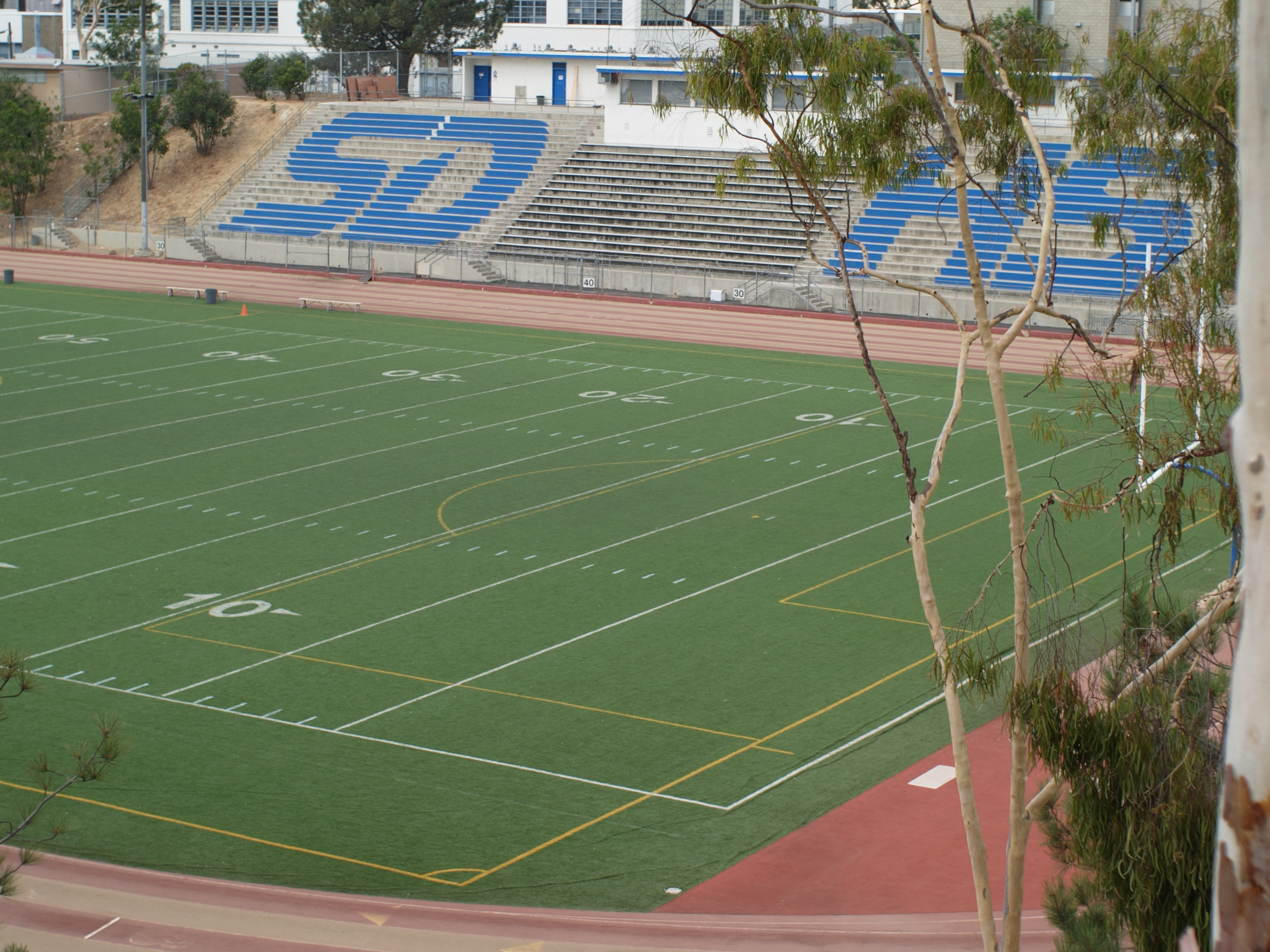
2008年の北東からの眺め

初代のスタジアムは地震時の安定性への懸念から1970年代に取り壊され 、1978年に、チャージャーズが使用していたときよりもはるかに少ない座席数で再建された。その際立ったアーキテクチャ上の特徴のほとんどが削除された。残りの座席は、フィールドが組み込まれている峡谷の壁を形成する単純なコンクリートの観覧席で構成されている。
サンディエゴで最大かつ最古のランニングクラブであるサンディエゴトラッククラブは、バルボアスタジアムを本拠地と呼んでいる。サンディエゴ高校では、地元の高校のスポーツやその他のイベントに使用されている。 1990年代から2000年代にかけて、セントオーガスティン高校とサンディエゴシティカレッジによってホームフィールド（サッカーのみ）としても使用された。
バルボアスタジアムは、サンディエゴ退役軍人村が後援する、貧しいホームレスの退役軍人向けのアウトリーチ奉仕活動）である、毎年恒例の「スタンドダウン」プログラムの会場になっている 。
2006年11月27日のサンディエゴユニオントリビューンの記事は、スタジアムの荒廃状態を浮き彫りにした。 2001年に設置された人工芝は破れ、波打っていて、フィールド周辺のトラックにはランナーに怪我をさせる可能性があると思われる危険な窪みがあった。その後、フィールド・トラックとも完全にに改装された。